# Kvinder (film)
Kvinder er en stumfilm fra 1914 med ubekendt instruktør.

## Medvirkende
- Emanuel Gregers som Joseph Burns
- Gudrun Houlberg som Mira
- Richard Jensen som Strong
- Rasmus Ottesen som David Graham
- Zanny Petersen som Gaby